# Ho (Ghana)
 For alternative betydninger, se Ho. (Se også artikler, som begynder med Ho)
Ho er en by i det sydøstlige Ghana, beliggende i landets Volta-region, tæt på grænsen til nabolandet Togo. Byen har et indbyggertal på 83.715 (2010).